# Georg Emanuel Opiz
Pour les articles homonymes, voir Opiz et Opitz.
Georg Emanuel Opiz, né le 4 avril 1775 à Prague et mort le 12 juillet 1841 à Leipzig, est un peintre, graveur, lithographe et romancier bohémien. Il a publié ses romans sous le pseudonyme de « Bohemus ».

## Biographie
Fils du fonctionnaire aux finances Johann Ferdinand Opiz (1741-1812) qui était actif comme écrivain et rédacteur en chef de revue en correspondance avec Giacomo Casanova, et de Louise Philippine, petite-nièce du naturaliste et voyageur Engelbert Kaempfer.
Après ses études commencées en 1789 à l'école illustre de Prague et de brèves études de droit, il se rend, en 1793, à Dresde, pour se perfectionner dans ses études de dessin et de peinture, qu’il avait déjà commencé à Prague sous Franz Karl Wolf (1764-1836). À l’École supérieure des beaux-arts de Dresde, il fut l’élève de Giovanni Battista Casanova. En 1798, il se rend, peut-être pour des raisons alimentaires, pour la première fois, à Karlsbad pour tirer le portrait des curistes aisés. 
Il est ensuite à Hambourg et Brême vers 1800, et à Vienne de 1801 à 1803. C’est là le début de ses Scènes de la vie du peuple et de la rue de la Vienne franciscaine, qui ont été gravés à l’eau-forte par, entre autres, Ponheimer l’Ancien (de) et qui l’ont fait connaitre comme peintre de genre.
En 1805, il s’installa, avec sa femme, à Leipzig, où il peignait essentiellement des portraits en miniature. Arrivé, en 1814, peut-être dans les bagages des troupes de la Sixième Coalition victorieuse, à Paris, il produit deux gravures à l’eau-forte de grand format, représentant la chute du portrait de Napoléon sur la colonne Vendôme le 8 avril 1814 et un défilé de soldats cosaques sur les Champs-Elysées, qu’il ramène à Heidelberg en 1814-15.
Au plus tard en 1817, il est de nouveau à Leipzig, où il publie chez Brockhaus quatre eaux-fortes sur les premières heures du jour de la vie parisienne au réveil. Dans les années 1818-1830, il collabore comme graveur à la revue Urania, publiée par Brockhaus. En 1819, il met au jour son grand œuvre, 24 gravures de couleur à l’eau-forte des Charakterszenen aus dem Leben in Paris (Scènes de caractère de la vie parisienne), chez Louis de Kleist à Dresde. Comme le suggèrent un certain nombre d’aquarelles d’apparence authentique, il a sans doute séjourné en Russie et même en Turquie, dans les années 1820.
Après 1820, il devient professeur à l’Académie des beaux-arts de Leipzig. À la même époque, il publie encore, chez Kleist à Dresde, des scènes de foire de Leipzig. Selon Stolzenburg, les modèles artistiques d’Opiz étaient Hogarth, la critique sociale en moins, et Chodowiecki. On lui doit également bon nombre de gravures érotiques. Son frère était le botaniste Philipp Opiz.

## Galerie

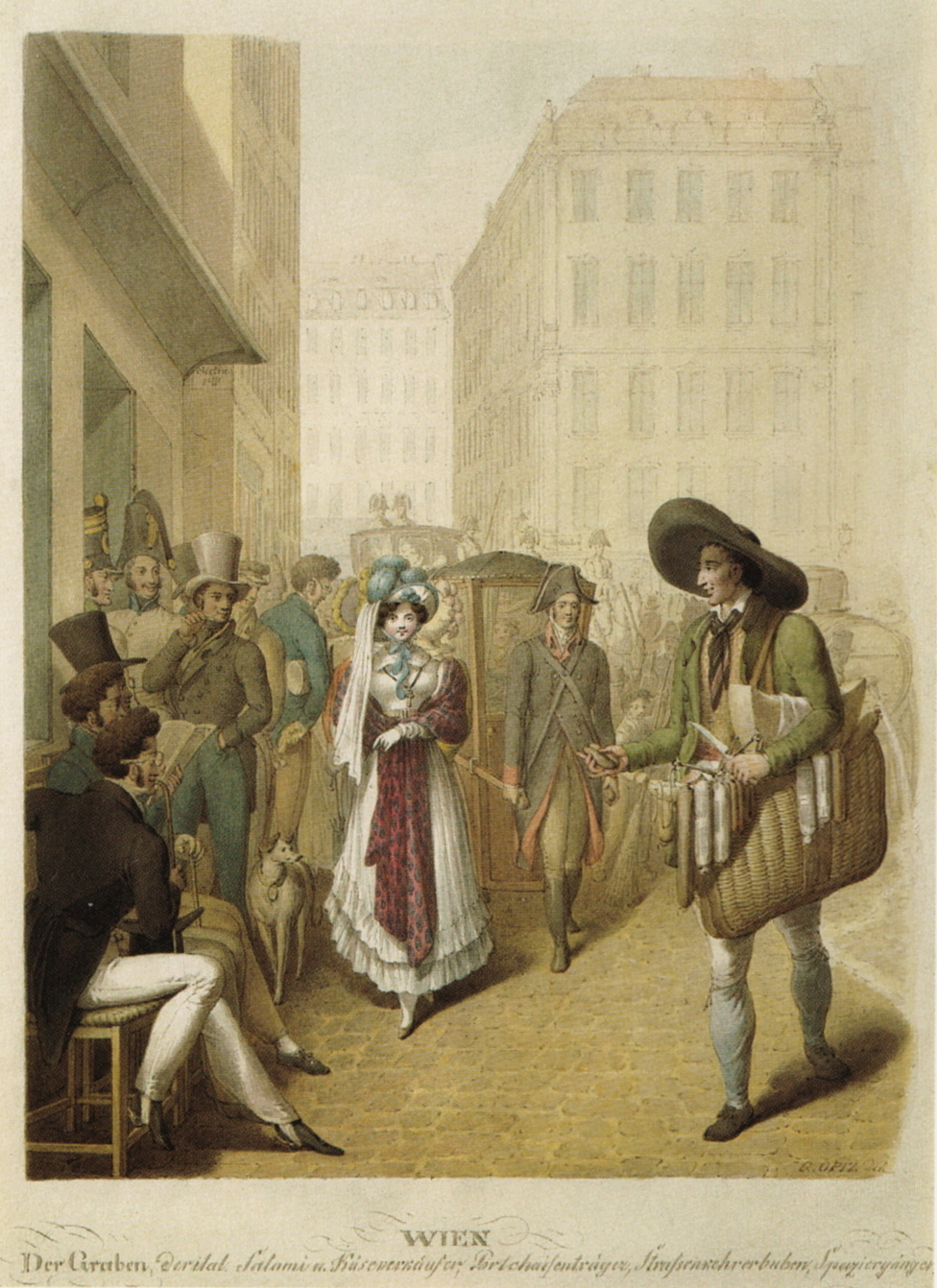
Au Graben à Vienne, aquarelle, 38 × 26,3 cm, 1830, Musée de Vienne.
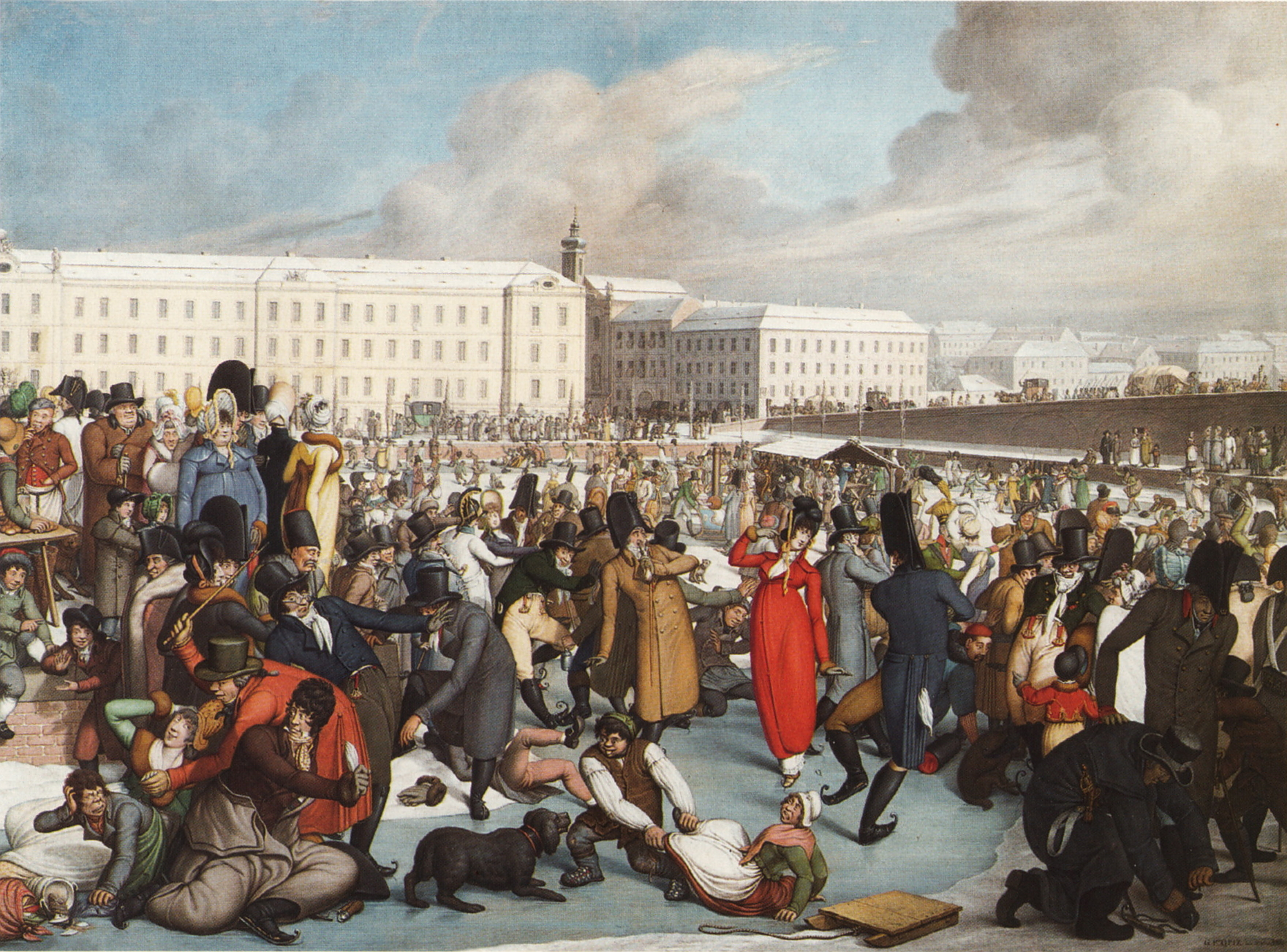
La patinoire de la Porte des Hongrois de Vienne, gouache, 51,6 × 70 cm, 1805.
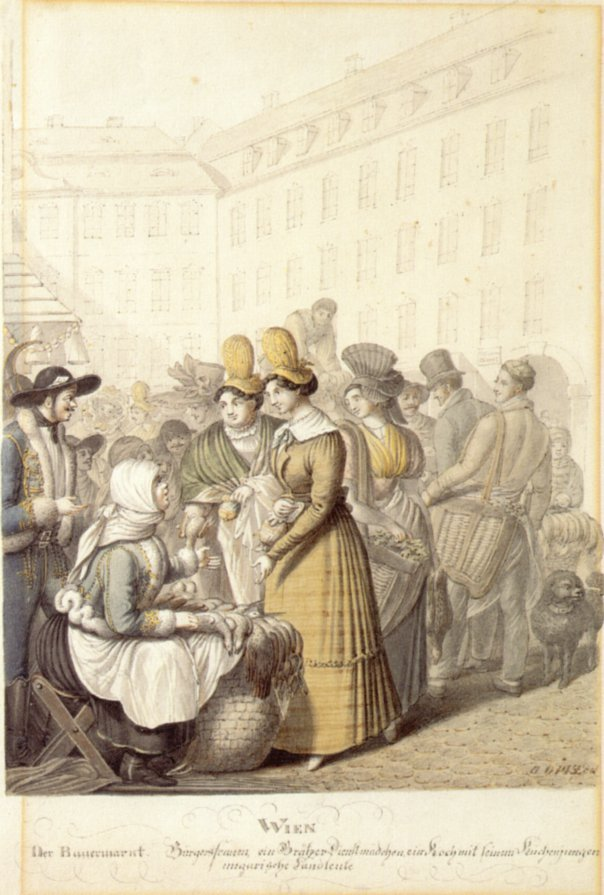
Marché agricole, aquarelle et crayon, 36,8 × 26,2 cm, 1825-30.
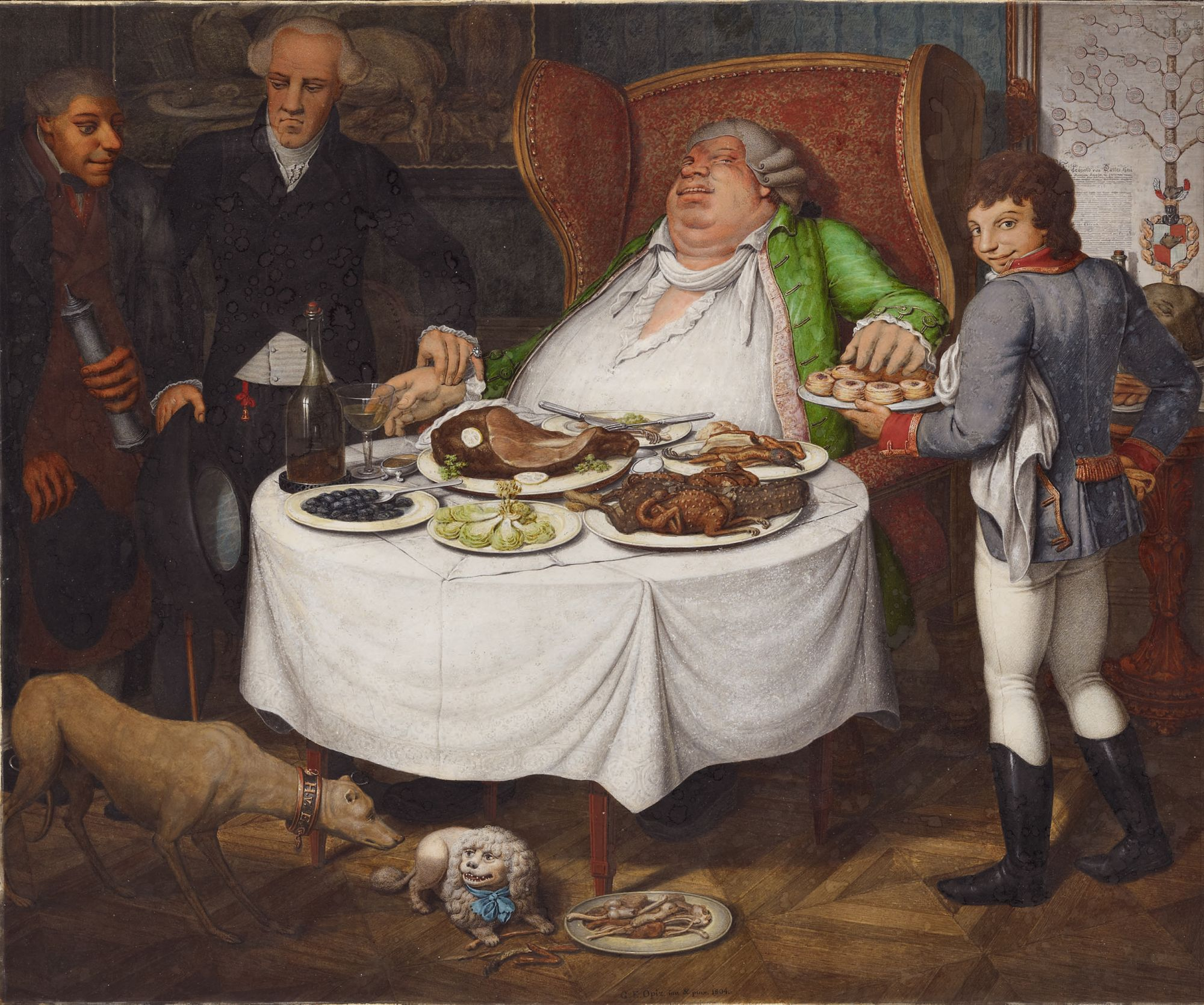
Le Glouton, 1804, 59 × 70,2 cm, gouache sur papier, réminiscences avec la peinture de Hogarth.
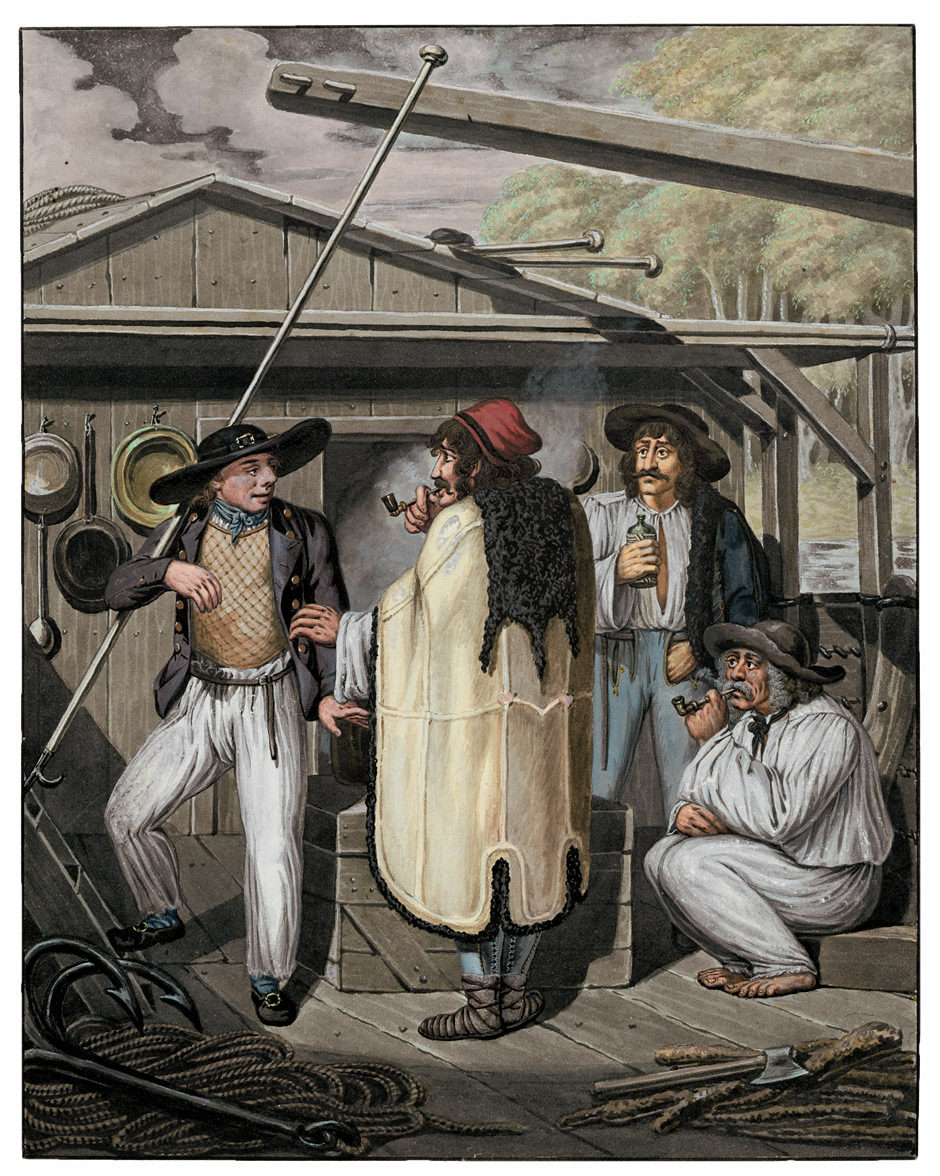
Marins et cochers sur le Danube, aquarelle sur velin, 29,5 × 23,4 cm, 1812.
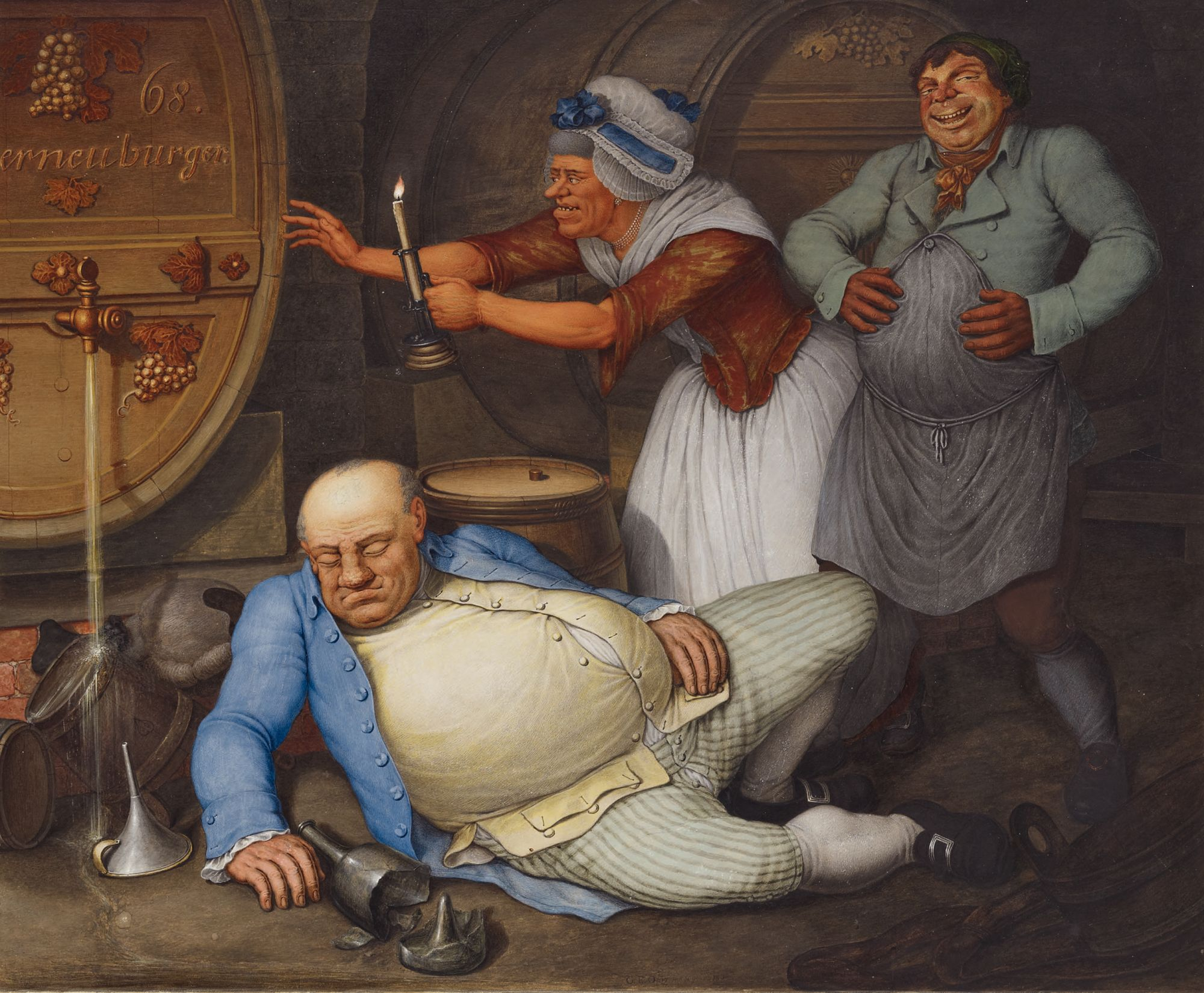
L’Ivrogne, aquarelle, gouache sur papier × cm, 1804.
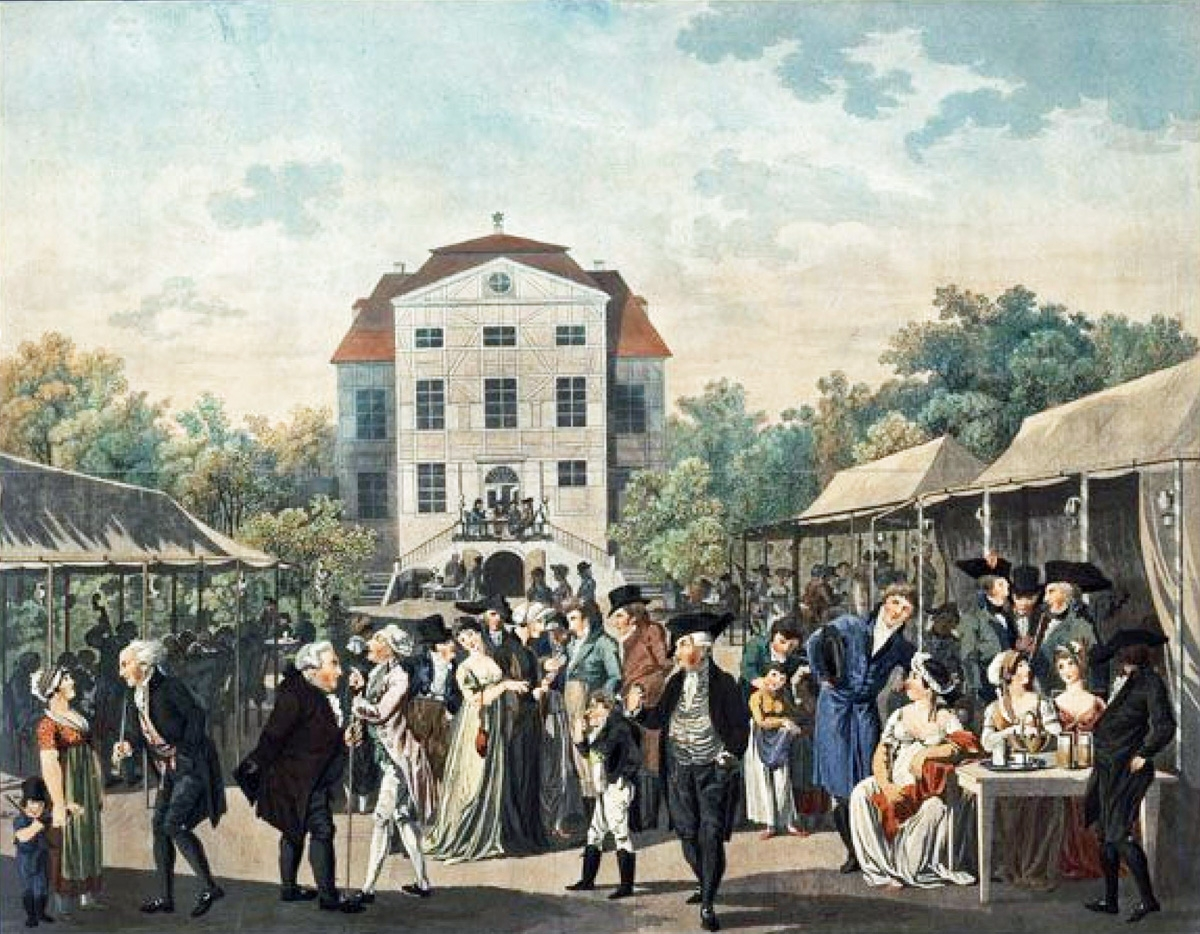
Au jardin Großbosischen de Leipzig, v. 1825, Musée de la ville de Leipzig (de).
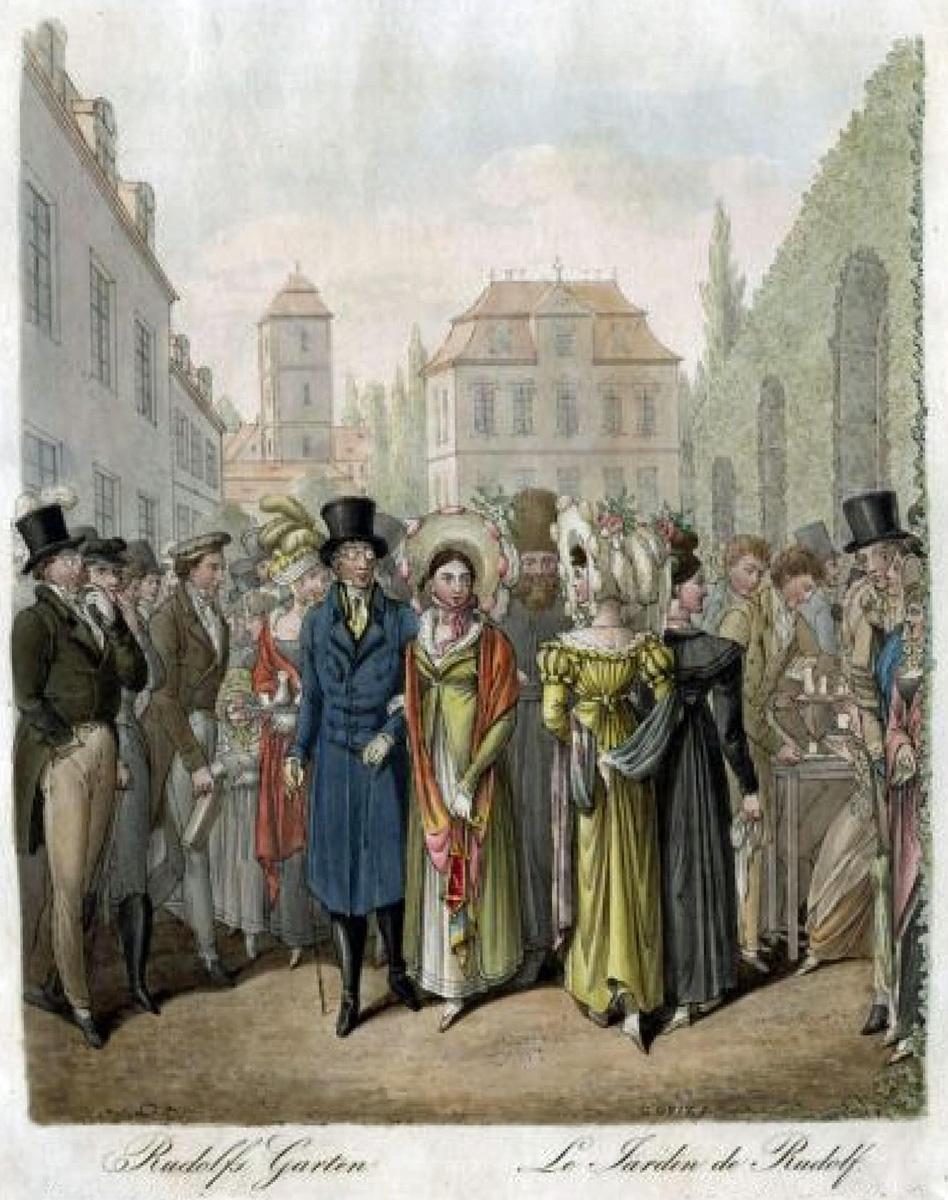
Au jardin Rudolphschen de Leipzig, 1825, Musée de la ville de Leipzig.
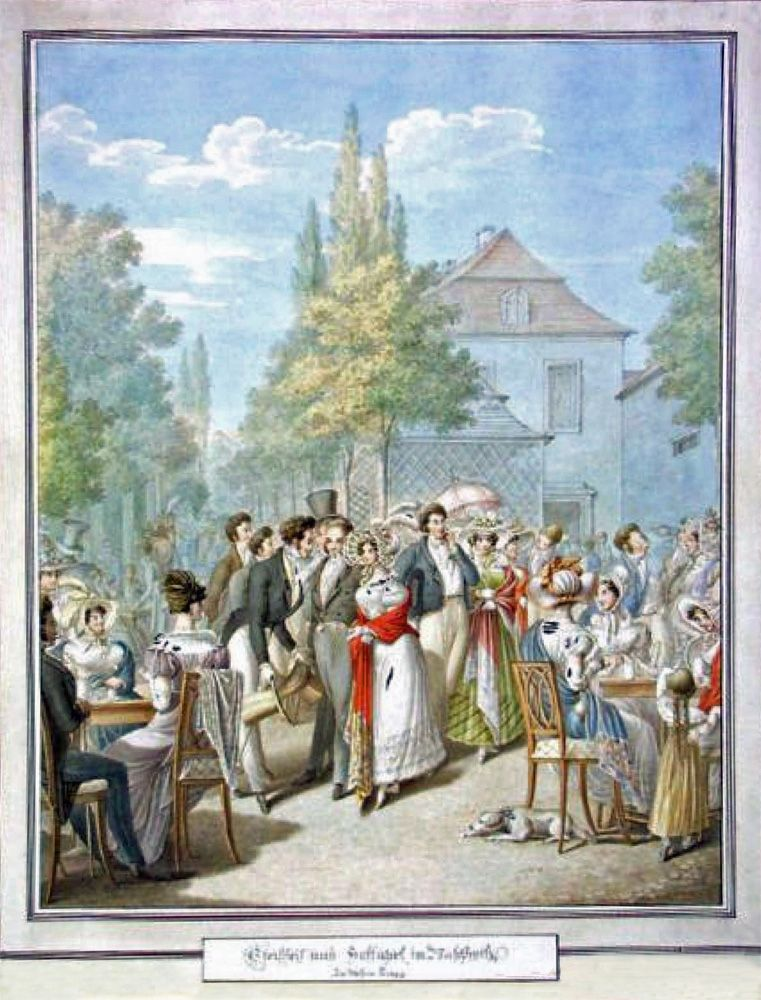
Rigidité et arrogance à Raschwitz, aquarelle, 1820, Musée de la ville de Leipzig.
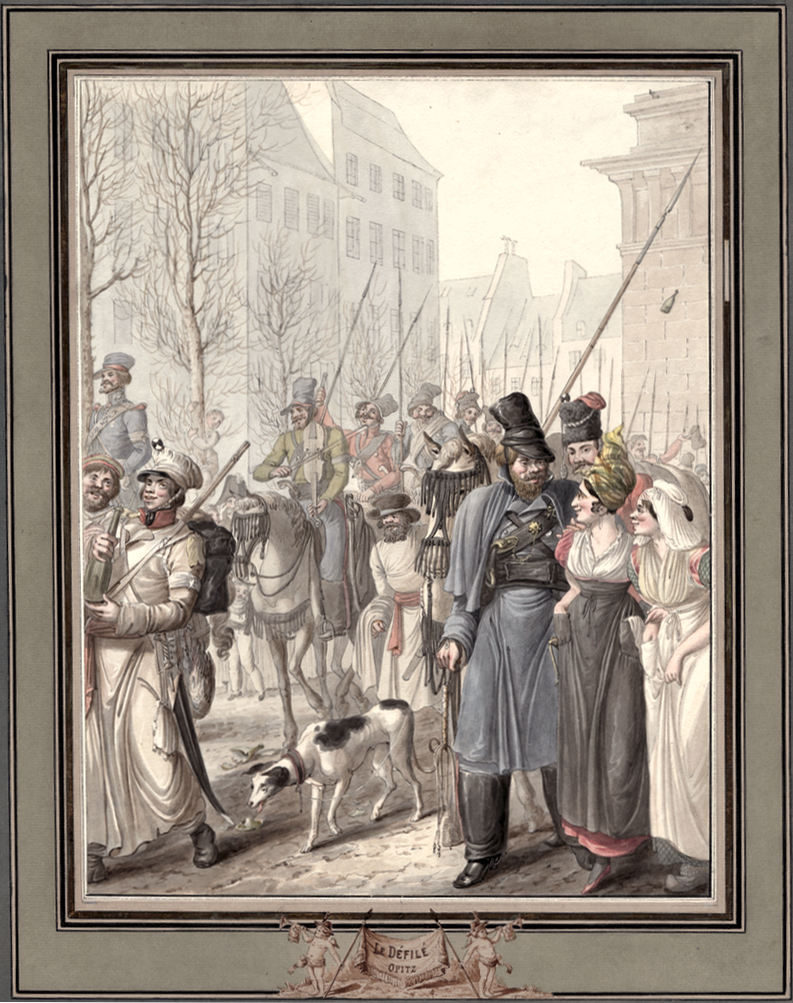
Le Défilé militaire, aquarelle, 37,1 × 47 cm, 1814, Brown University Library.
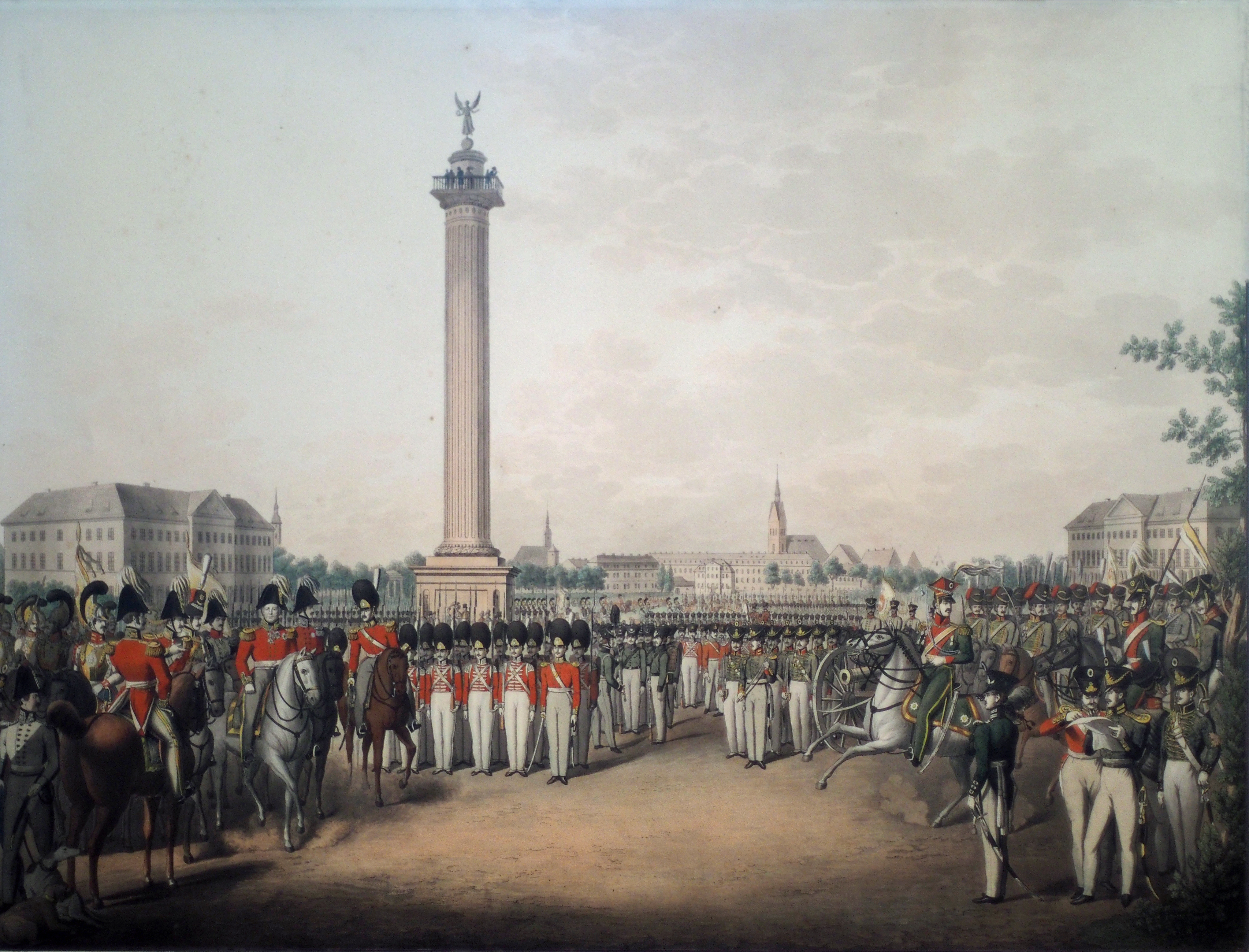
Défilé de l’armée royale hanovrienne sur la place Waterloo à Hanovre, gravure colorée, v. 1840.

## Œuvres artistiques (sélection)
- 52 scènes de la vie populaire et de la rue à Vienne à l’époque de François Ier, 1804-1812.Gravures de Ponheimer l’Ancien, B. Pieringer et AW Boehm ; coloriées à la main.
- 4 eaux-fortes de Paris (Tableaux de Paris : Les Affiches publiques, Le Grand Matin, Les Halles, Le Savoyard), publié en gravures à l’eau-forte de couleur à Leipzig, 1817.
- Forts, Dresde & Schleiz, 1819.
- Monument du 18 octobre 1813 (bataille de Leipzig)
- Scènes de foire à Leipzig (18 gravures de couleur en trois séries à 6 feuilles), éd. Louis de Kleist, Dresde, 1825.
- Le Cri et le peuple de Leipzig, 6 feuilles, Leipzig, 1830.
- Scènes de la révolte de Leipzig de septembre 1830, 6 feuilles.
- Le Monde en miniature ou tableaux caractéristiques de différentes nations, Leipzig, 1831.56 aquarelles avec des scènes d’Allemagne, d’Angleterre, de France, d’Italie, de Russie, d’Égypte, de Turquie, de Palestine, etc.
- Défilé sur la Place de Waterloo, gravure sur plaque de couleur, 1835.

## Œuvres littéraires
- Der Verwiesene. Eine Erzählung aus Böhmens unruhigen Zeiten des Dreißigjährigen Kriege, Carl Focke, Leipzig, 1829.

Sous le pseudonyme de « Bohemus » :
- Die Waise oder die Zerstörung der Burg Dobrowska Hora bei Teplitz, Carl Focke, Leipzig 1830.
- Carlsbad und Teplitz. Zwei historisch-romantische Erzählungen von Bohemus. Eine Badelectüre, allen Freunden dieser Heilquellen gewidmet, Carl Focke, Leipzig 1830.
- Frauengrösse oder der Blödsinnige, Julius Weise, Stuttgart 1835.